# 살라르 데 우유니

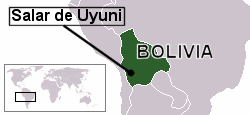
살라르 데 우유니의 위치

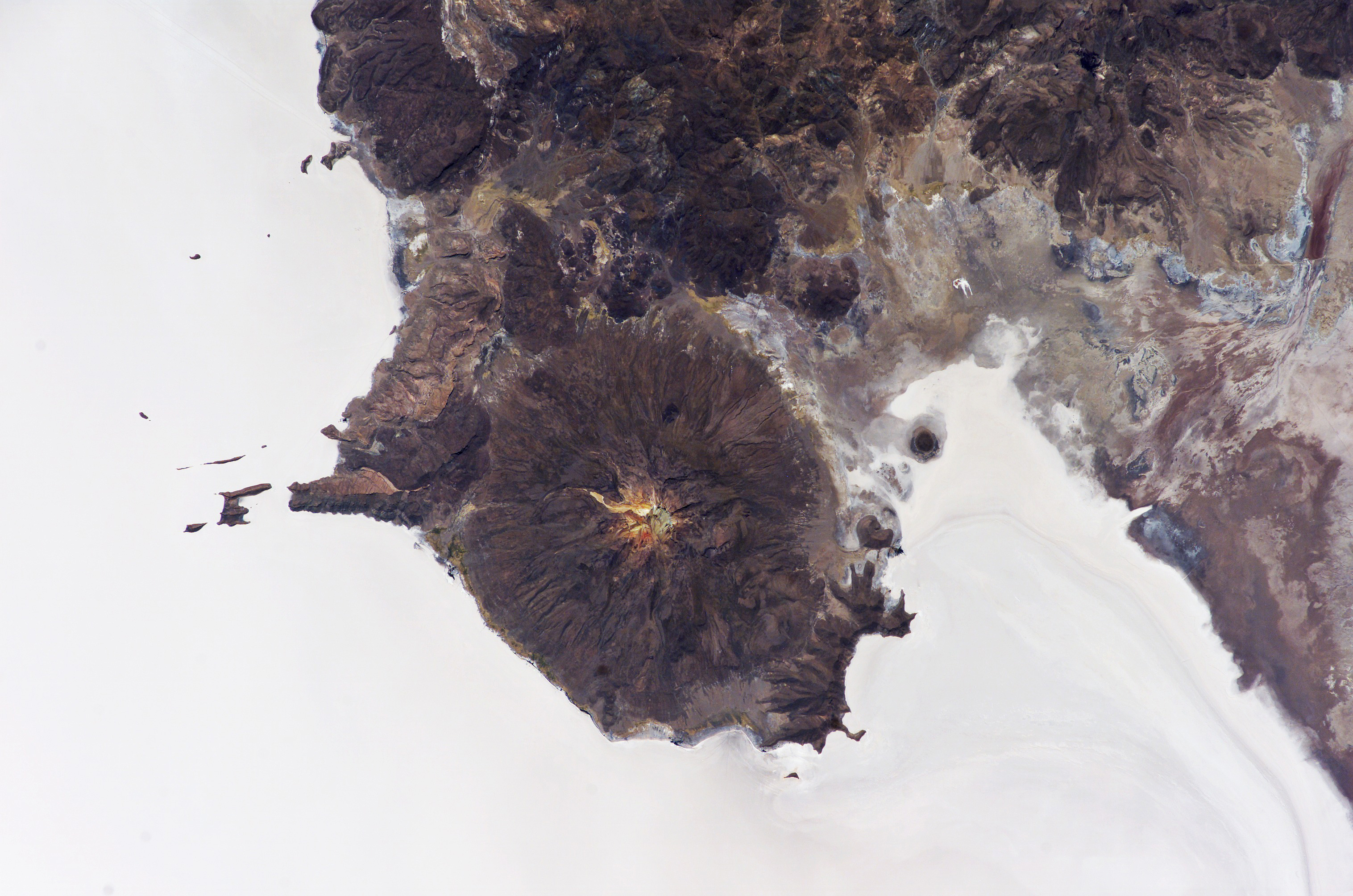
우주에서 본 살라르 데 우유니와 가운데 투누파 산. 소금 더미(사진의 오른쪽 밑)가 있는 표면의 남아있는 경계선을 보면, 이곳에 약간의 물이 이따금 존재함을 알 수 있다.

살라르 데 우유니(스페인어: Salar de Uyuni) 또는 살라를 데 투누파(스페인어: Salar de Tunupa)는 볼리비아에 있는 건호 또는 소금 평원으로, 그 넓이가 10,600 km2에 이른다. 이 사막은 3,660m 높이의 안데스 영봉과 가까운 볼리비아 남서부 포토시주와 오루로주에 자리잡고 있다. 사막 가운데에는 선인장으로 가득 찬 '물고기 섬(Isla Incahuasi)'이 있다. 이 곳에서 나는 주요 광물로는 암염과 석고가 있다.
'세상에서 가장 큰 거울', '우유니 소금사막'으로 불리며, 낮에는 푸른 하늘과 구름이 사막에 투명하게 반사되어 절경을 이루고 밤에는 하늘의 별이 호수 속에 들어 있는 듯한 장관을 연출해 해마다 방문객이 증가하고 있다. 하늘의 모습이 그대로 소금 호수물에 마치 끝없이 넓게 투영되어 반사되기 때문에 하늘 속에 머무는 모습을 연출하며, 이러한 놀라운 장관은 세계적으로 사진 풍경등으로 유명하다. 하지만 지리학적으로는 사막의 기준보다 강수량이 많기 때문에 반사막(semi-desert)이다.

## 형성 과정
살라르 강(Salar)은 여러 선사시대 호수들 사이의 변화의 결과로 형성되었다. 그것은 몇 미터 정도의 소금 껍질로 덮여 있는데, 이것은 살라르 전체 지역에 걸쳐 평균 고도 변화가 1미터 이내일 정도로 평탄도가 매우 높다. 크러스트는 소금의 원천 역할을 하며 리튬이 유난히 풍부한 브라인 풀을 덮고 있다. 넓은 면적, 맑은 하늘, 그리고 지표면의 평탄도가 뛰어나서 살라는 지구 관측 위성의 고도계를 보정하는 데 이상적이다. 비가 내린 후, 죽은 듯이 고요한 물의 얇은 층이 이 평원을 가로 129 킬로미터 (80 마일)의 세계에서 가장 큰 거울로 바꾼다.
살라르는 볼리비아 알티플라노를 가로지르는 주요 교통로이며, 여러 종의 홍학들이 서식하는 주요 번식지이다. 살라르 데 우유니는 여름철 소금 평지 동부에 형성된 우뚝 솟은 열대 적혈구 및 적혈구 구름이 칠레 국경과 아타카마 사막 부근의 건조한 서쪽 가장자리 너머로 스며들지 못하기 때문에 기후 변화 지역이기도 하다.
지각 변동으로 솟아올랐던 바다가 빙하기를 거쳐 2만 년 전 녹기 시작하면서 이 지역에 거대한 호수가 만들어졌는데, 이 후 건조한 기후로 물이 모두 증발하고 소금 결정만 남으며 발생했다. 특히 산악 주변의 분지형 지역 이루어 바다가 빠져나가지 못했기 때문에 넓은 호수가 증발되어 염해와 암염이 형성되었다 특히 강수량이 낮고, 물의 증발 양이 높아 바닷물 보다 10배 높은 농도이며, 비가 온 우기 뒤에도, 12~3월에는 20~30cm의 물이 고여 얕은 소금 호수의 수심을 이루며, 호수는 거의 넓고 평평한 염암 위에 이루어진다.
특히 소금 호수의 표면에서 칼슘, 마그네슘등 안데스산맥에서 유입된 광물질등 과 소금물의 부력 때문에 염화나트륨(소금) 결정이 곧바로 가라 앉지 않고, 피라미드 모양의 결정체를 형성하다 가라앉는다.

## 자원
소금 총량은 최소 100억 톤으로 추산되며, 두께는 1m에서 최대 120m까지 층이 다양하다. 이 지역의 사람들은 오랜 전부터 소금을 채굴하며 생필품과 교환하는 등 중요한 교역수단이었으나, 지금은 정부로부터 인가를 받은 회사에서 정제용으로 만들어 국내소비에 충당할 뿐 지역민들은 거의 채취하지 않는다. 채취된 소금은 90% 이상이 식용이고, 나머지는 가축용이다. 순도도 매우 높고, 총량으로 볼 때 볼리비아 국민이 수천 년을 먹고도 남을 만큼 막대한 양이라고 한다. 또한 소금의 질과 맛도 좋은 평가를 받고 있다.
살라르 데 우유니는 세계 리튬 매장량의 절반을 보유하고 있다. 리튬은 휴대전화, 노트북, 전기자동차 등에 사용되는 리튬 전지의 주원료이다. 2009년 기준으로 리튬 생산은 아직 이뤄지지 않고 있다.
한국광물자원공사는 볼리비아 코미볼사와 리튬광 개발에 필요한 기술을 연구하고 그 성과에 따라 개발과 채굴 등의 투자기회에 대해 우선권을 부여받기로 하는 양해각서를 체결하였다.

## 관련 사진

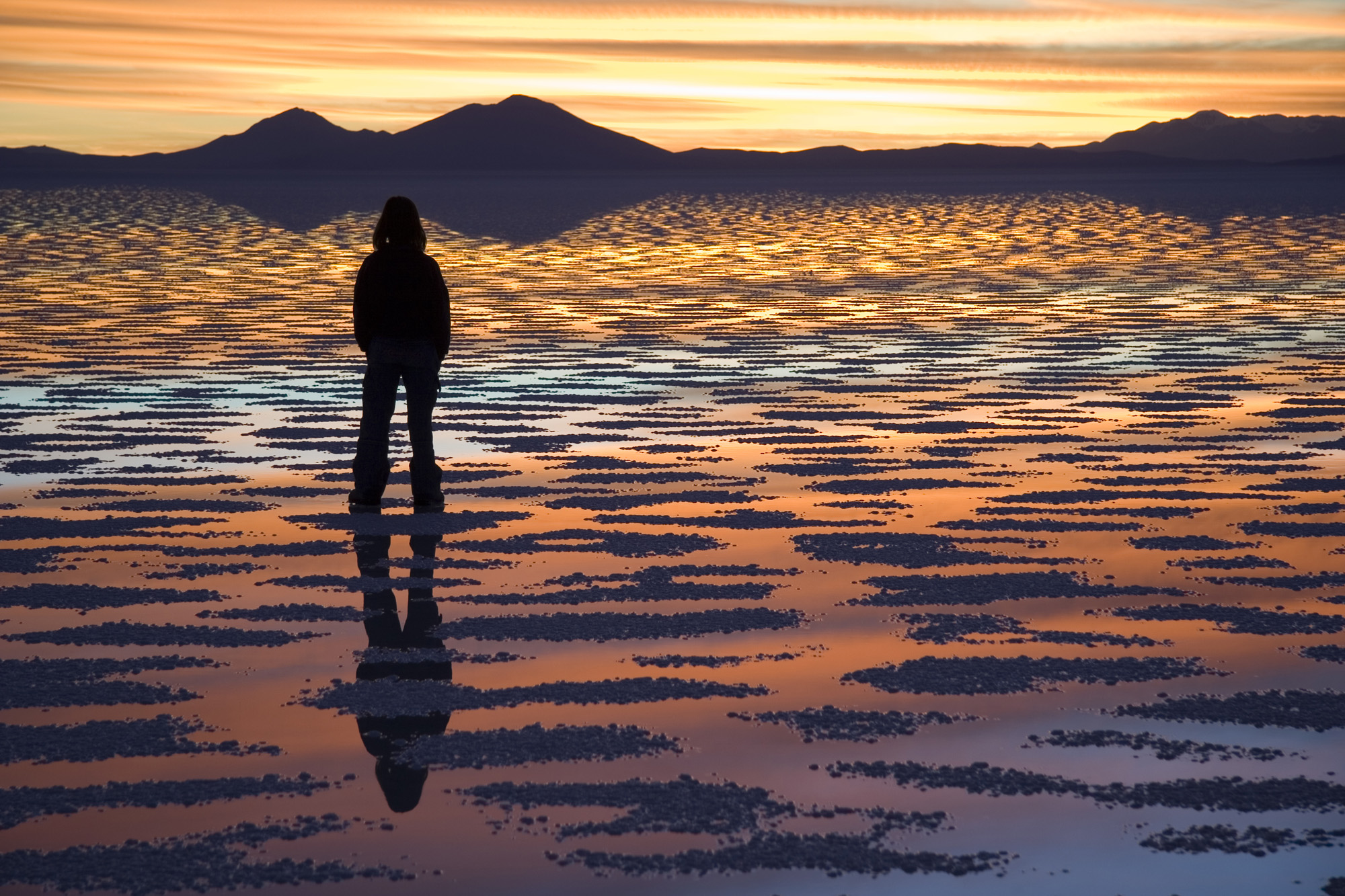
일출이 비치는 살라르 데 우유니.
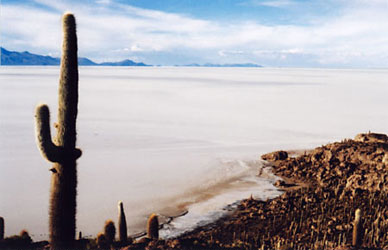
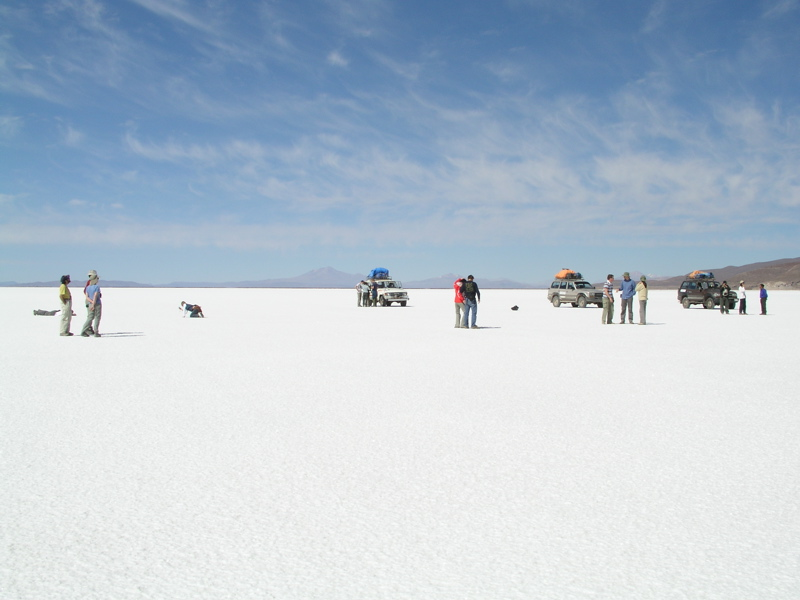
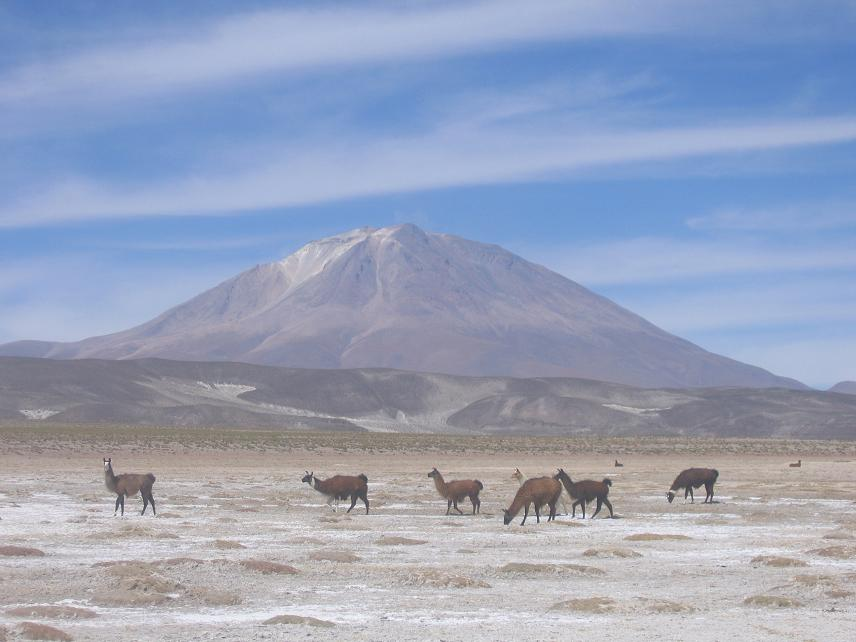
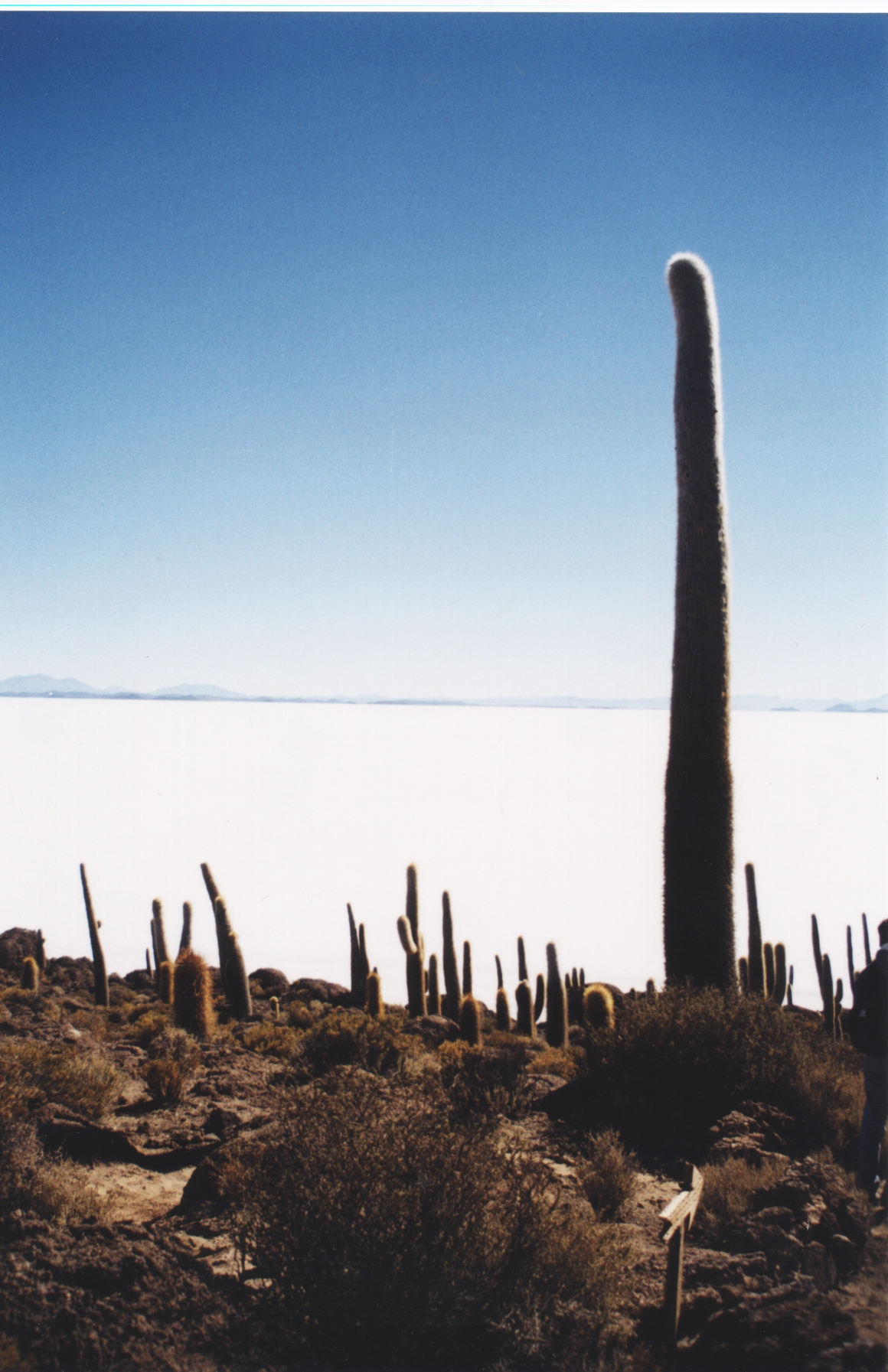

## 같이 보기
- 그레이트솔트호